# Oremus pro invicem
Oremus pro invicem (lat. für Beten wir füreinander) ist ein Gruß unter Christen. Die vollständige Form ist ein Wechselgruß: Commendo me (precibus tuis). – Oremus pro invicem (deutsch: Ich empfehle mich (deinem Gebet). – Beten wir für einander!). 
Häufig wird Oremus pro invicem, gelegentlich als OPI abgekürzt, als Abschiedsgruß in Briefen katholischer Christen verwendet, wobei dies gewöhnlich Schreiben von Bischöfen oder Personen des geweihten Lebens sind. Allerdings benutzte auch Martin Luther diese Grußformel in seinen Briefen, z. B. im Brief vom 10. November 1539 an seinen Freund Eberhard Brisger. Auch bei anderen Reformatoren ist sie nachgewiesen.
In der zweiten Hälfte des 20. Jahrhunderts wurde diese Grußformel im deutschen Sprachraum immer seltener gebraucht, bis auf offizielle Korrespondenz unter Klerikern. Papst Franziskus hingegen verwendet den Ausdruck häufig, schon bei seinem ersten Grußwort von der Loggia des Petersdoms und seither bei zahlreichen Ansprachen und in seinen Briefen. 